# Giulio Ranzo
Giulio Ranzo (Roma, 29 gennaio 1971) è un ingegnere e imprenditore italiano, Amministratore Delegato di Avio S.p.A da ottobre 2015. 

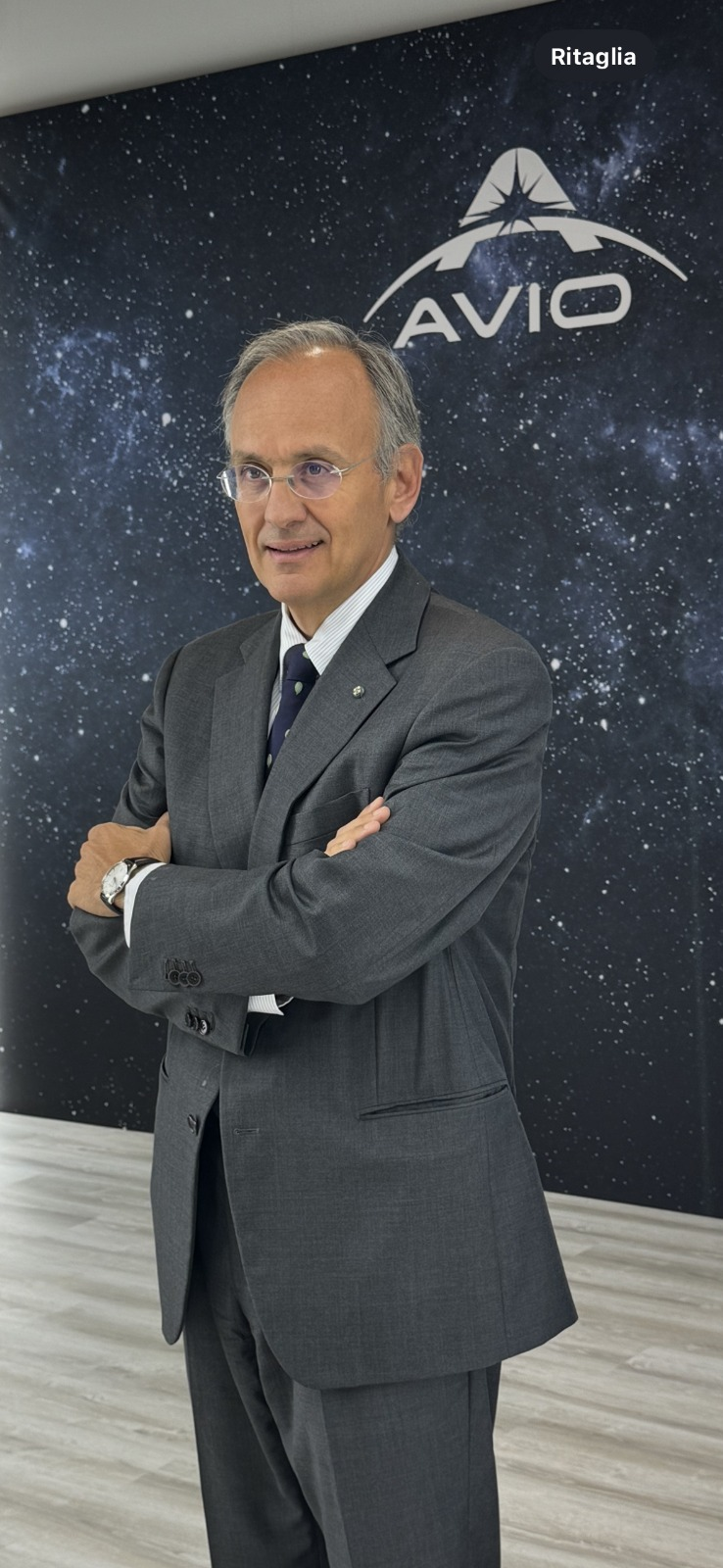
Giulio Ranzo

È membro dei board di Arianespace SA. Ranzo è a capo della gestione dei progetti dei lanciatori Vega C e Vega E.

## Vita e formazione
Giulio Ranzo è nato il 29 gennaio 1971 a Roma, in Italia. Si è laureato con lode in ingegneria Civile presso l'Università di Roma “La Sapienza”. Successivamente, ha partecipato ad un programma organizzato dall'Università “La Sapienza” e l'Università della California di San Diego (UCSD) che gli ha permesso di conseguire un dottorato di ricerca in Ingegneria Strutturale.
Dal 1996 al 1999, ha continuato la sua carriera accademica come Assistente di Ricerca e Ingegnere Sviluppatore presso l'Università della California a San Diego. In quel periodo, è stato coautore di numerose pubblicazioni scientifiche nel campo dell'ingegneria strutturale.

## Carriera
La carriera post-accademica di Giulio Ranzo è iniziata nel settore privato presso Booz Allen Hamilton, dove ha lavorato dal 2000 al 2007 come Socio, Socio Senior e Direttore all'interno della pratica Global Aerospace&Defense.
Nel 2007 divenne Co-direttore Generale e Direttore Finanziario delle attività italiane di Cementir Holding, gruppo internazionale operante nel settore dei materiali per l'edilizia. Nel 2011 venne nominato Vicepresidente della strategia aziendale da Avio Senior del Gruppo.
Avio e ha lavorato alla scissione del business dei motori aeronautici, ceduto a General Electric nel 2013. Dal 2014 al 2015 supportò l'integrazione post fusione con GE Aviation. Da ottobre 2015 Ranzo è Amministratore Delegato di Avio.
Nel 2016 Ranzo ha fondato In-Orbit SpA, un investimento attraverso il quale ha co-investito con 50 manager Avio, acquisendo una quota del 4% del capitale di Avio. Nel 2017 Ranzo ha contribuito alla quotazione di Avio alla Borsa di Milano sul segmento STAR.
Nel 2022, Ranzo ha portato a termine lo sviluppo del razzo Vega C, progettato per trasportare in orbita carichi di maggiori dimensioni e peso rispetto al predecessore Vega, con il primo lancio.
Nel 2024, ha firmato un contratto con l'Agenzia Spaziale Europea per il completamento dello sviluppo del Vega E, successore del Vega C